# Пещера Ведьм
Пещера Ведьм или Ведьмина пещера (Дом Духов, Пещера Спасения) находится в долине реки Аше на правом берегу, недалеко от аула Калеж, Лазаревский район, Сочинский национальный парк, Лыготхское лесничество.
Согласно легенде, пещера представляет собой тоннель около 12 километров длиной имеет выход к поселку Большое Псеушхо. 
Однако большая часть пещеры на сегодняшний день затоплена и недоступна для детального изучения. Протяженность доступного участка составляет около 74 −80 метров. Высота сводов не превышает 1,5-2 метра. Доступную часть пещеры можно пройти, но в некоторых местах уровень воды высокий и на этих участках приходиться проплывать или использовать плавсредства.
На пути располагаются 2 природных сифона, из которых изучен на сегодняшний день только первый. Пещера находится на правой стороне реки Аше, через которую проход возможен по подвесному деревянному мосту к Колхидскому лесу. По мнению ученых, пещера образовалась под воздействием сильного течения реки Аше, которая пробивала себе путь через горную породу.

## Легенды пещеры
Каждое из названий пещеры имеет свою легенду:
- Пещера Ведьм или Ведьмина пещера. Предполагается, что раньше в данной пещере замурововали женщин, подозреваемых в использовании чёрной магии. Вход в пещеру заваливали камнем, но данная теория не находит подтверждений, так как вход достаточно большого размера и это было невозможно сделать технически.
- Дом Духов, или на адыгейском языке Джинэн (араб. «джинэ»- дух, «унэ»- дом)[2]. Само название отсылает нас к мистическому происхождению. Предполагалось, что в пещере жили Духи Воды.
- Пещера Спасения. Называют её так из-за другого предания- когда враги окружили аул, жители спрятались именно в этой пещере, чем спасли себе жизнь. Мужчины провели женщин и детей через пещеру в соседнюю долину, а сами вернулись в аул, где отбили натиск неприятеля[2].

## Примечание
1. ↑  Историко-культурные памятники национального парка Сочинский - Министерство природных ресурсов. www.mnr.gov.ru. Дата обращения: 25 февраля 2022.
2. 1 2 3  Долина реки Аше: Пещера Ведьм, водопады Псыдах и Шапсуг | Дороги мира. worldroads.ru. Дата обращения: 25 февраля 2022. Архивировано 12 апреля 2021 года.
3. ↑  Главный редактор. Пещера Ведьм Сочи, Лазаревское - описание, где находится и как добраться. SOCHITRAVEL.BIZ (18 апреля 2021). Дата обращения: 25 февраля 2022. Архивировано 7 мая 2021 года.